# Episodi di Doctor Who (serie televisiva 2023) (prima stagione)
La prima stagione della terza serie televisiva Doctor Who (2023), composta da 8 episodi, è andata in onda dall'11 maggio al 22 giugno 2024 su BBC One. In Italia è stata pubblicata sulla piattaforma streaming Disney+ in contemporanea con la trasmissione nel paese d'origine. La stagione è preceduta dallo speciale natalizio The Church on Ruby Road, uscito il 25 dicembre 2023.
Protagonista della stagione è il Quindicesimo Dottore, interpretato da Ncuti Gatwa, assieme alla compagna Ruby Sunday (Millie Gibson).
| n° | Titolo originale          | Titolo italiano                  | Pubblicazione  |
| -- | ------------------------- | -------------------------------- | -------------- |
| 1  | Space Babies              | La stazione spaziale dei bambini | 11 maggio 2024 |
| 2  | The Devil's Chord         | Maestro                          | 11 maggio 2024 |
| 3  | Boom                      | L'algoritmo della morte          | 18 maggio 2024 |
| 4  | 73 Yards                  | Il cerchio delle fate            | 25 maggio 2024 |
| 5  | Dot and Bubble            | Il pianeta dei mostri            | 1º giugno 2024 |
| 6  | Rogue                     | Nessuno è quel che sembra        | 8 giugno 2024  |
| 7  | The Legend of Ruby Sunday | Il dio della morte               | 15 giugno 2024 |
| 8  | Empire of Death           | Morte e rinascita                | 22 giugno 2024 |

## La stazione spaziale dei bambini
- Titolo originale: Space Babies
- Diretto da: Julie Anne Robinson
- Scritto da: Russell T Davies

### Trama
Il Dottore porta Ruby in una stazione spaziale del futuro in orbita attorno ad un pianeta. Dopo aver scoperto un mostro nei ponti inferiori della stazione, il duo scopre un equipaggio di bambini parlanti che gestiscono la nave ai livelli superiori. Dopo aver scambiato il Dottore e Ruby per i loro genitori, l'equipaggio spiega che sono stati soli per sei anni, sotto la cura di Tata, che si scopre essere Jocelyn, l'ultimo membro dell'equipaggio originale della stazione rimasto quando agli altri membri fu ordinato di abbandonare le loro posizioni. Il Dottore e Ruby indagano sulla creatura, soprannominata Bogeyman, e scoprono che è stata geneticamente coltivata dal muco avanzato dei bambini, proprio come i bambini venivano cresciuti sulla nave. Jocelyn cerca di espellere la creatura da una camera di equilibrio, ma Ruby e il Dottore la fermano. Successivamente, il Dottore ripara la stazione e permette a Jocelyn, ai bambini e a Bogeyman di dirigersi verso la loro nuova casa. Invita Ruby ad accompagnarlo ufficialmente ma la avverte che non potrà mai riportarla al giorno della sua nascita. Allora, Ruby chiede di tornare a trovare Carla e Cherry, mentre il Dottore inizia a scansionare il DNA di Ruby.
- Altri interpreti: Robert Strange (Bogeyman), Golda Rosheuvel (Jocelyn Sancerre), Mason McCumskey (Eric), Sienna-Robyn Mavanga-Phipps (Poppy), Sami Amber, Shola Olaitan-Ajiboye, Cadence Williams, Param Patel, Lonnee Archibong (voci dei bambini), Michelle Greenidge (Carla Sunday), Angela Wynter (Cherry Sunday)

## Maestro
- Titolo originale: The Devil's Chord
- Diretto da: Ben Chessell
- Scritto da: Russell T Davies

### Trama
Nel 1925, un insegnante di musica mostra al suo allievo L'accordo del Diavolo, che evoca un essere chiamato Maestro, il quale consuma l'anima dell'insegnante. Su richiesta di Ruby, il Dottore la porta nel 1963 per vedere i Beatles registrare il loro primo album agli EMI Recording Studios. Scoprono da John Lennon e Paul McCartney che la band, e il resto del mondo, ha perso il gusto per la musica, cosa che il Dottore teme possa alterare il futuro dell'umanità. Fa suonare a Ruby una canzone, attirando l'attenzione di Maestro, che sta consumando la musica di ogni essere umano. Dopo essere fuggito dal nemico, il Dottore porta Ruby nel suo presente, scoprendo il mondo devastato in un inverno nucleare. Appare Maestro, rivelandosi uno dei figli del Giocattolaio, con poteri simili riguardo alla musica. Prende il controllo del TARDIS, costringendo il Dottore a tornare negli studi nel 1963. Lì, lui e Ruby cercano di trovare l'accordo per bandire Maestro, ma non ci riescono. John e Paul arrivano per concludere l'accordo che sconfigge Maestro, che preannuncia l'arrivo di "Colui che aspetta", menzionato dal padre in The Giggle. La musica ritorna e il Dottore e Ruby si impegnano in un numero musicale prima di partire con il TARDIS.
- Altri interpreti: Jinkx Monsoon (Maestro), Jeremy Limb (Timothy Drake), Kit Rakusen (Henry Arbinger), Ed White (George Martin), George Caple (Paul McCartney), Chris Mason (John Lennon), Philip Davies (George Harrison), James Hoyles (Ringo Starr), Josie Sedgwick-Davies (Cilla Black)

## L'algoritmo della morte
- Titolo originale: Boom
- Diretto da: Julie Anne Robinson
- Scritto da: Steven Moffat

### Trama
Dopo che il TARDIS atterra sul pianeta Kastarion 3 nel mezzo di una guerra nell'anno 5087, il Dottore calpesta accidentalmente una mina, ed è costretto a rimanere in piedi su di essa, altrimenti rischia di innescarla. Ruby e il Dottore conversano con un'intelligenza artificiale basata su un soldato di nome John Francis Vater, che è stato recentemente ucciso da un' "ambulanza" a causa del tempo di recupero ritenuto troppo lungo. L'attrezzatura bellica è prodotta da Villengard, che controlla i suoi prodotti con un algoritmo che bilancia costi e profitti. La figlia di Vater, e successivamente altri due soldati, arrivano sul campo di battaglia. Nella confusione che ne segue, Ruby viene ferita a morte. Il Dottore spiega ai soldati che la guerra è stata creata falsamente dall'algoritmo; non ci sono nemici, e i soldati hanno invece combattuto contro le loro apparecchiature controllate da Villengard, comprese le mine. Il Dottore convince l'intelligenza artificiale di Vater a contrastare l'ambulanza, fungendo da virus che sconfigge l'algoritmo, disattiva la mina e fa rianimare Ruby dall'ambulanza. Con la fine del conflitto su Kastarion 3, il Dottore e Ruby se ne vanno.
- Altri interpreti: Joe Anderson (John Francis Vater), Majid Mehdizadeh-Valoujerdy (Carson), Caoilinn Springall (Splice Alison Vater), Varada Sethu (Mundy Flynn), Bhav Joshi (Canterbury James Olliphant), Susan Twist ("Ambulanza")

## Il cerchio delle fate
- Titolo originale: 73 Yards
- Diretto da: Dylan Holmes Williams
- Scritto da: Russell T Davies

### Trama
Dopo essere atterrati in Galles, il Dottore rompe accidentalmente un cerchio fatato contenente messaggi che menzionano qualcuno chiamato "Pazzo Jack", prima di scomparire improvvisamente. Incapace di rientrare nel TARDIS, Ruby inizia ad essere seguita da una donna misteriosa che, pur sembrando ferma, mantiene una distanza costante di 73 yards da lei. Chiunque si avvicini e parli alla donna fugge spaventato sia da lei che da Ruby, inclusi la madre della ragazza e la UNIT. Passano gli anni e Ruby tenta di mantenere una vita normale pur essendo seguita. Nel 2046, Ruby ascolta un discorso elettorale di Roger ap Gwilliam (che il Dottore aveva precedentemente menzionato come causa di una guerra nucleare dopo essere diventato primo ministro), in cui Roger afferma di essere stato soprannominato "Pazzo Jack". Infiltrandosi nella squadra elettorale di Roger, Ruby riesce a posizionare la donna accanto a Roger, facendolo spaventare da lei e costringendolo a dimettersi dalla carica di primo ministro. Oltre quarant'anni dopo, Ruby, ormai anziana e sul letto di morte, viene avvicinata dalla donna, prima di essere rimandata indietro nel tempo all'arrivo di lei più giovane in Galles con il Dottore. La Ruby più anziana è in grado di influenzare il suo io più giovane ad avvertire il Dottore di non rompere il cerchio delle fate, impedendo la sua scomparsa.
- Altri interpreti: Siân Phillips (Enid Meadows), Aneurin Barnard (Roger ap Gwilliam), Maxine Evans (Lowri Palin), Hilary Hobson (La donna), Sion Pritchard (Joshua Steele), Gwion Morris Jones (Ifor Jones), Elan Davies (Thin Lucy), Glyn Pritchard (Eddie Jones), Michelle Greenidge (Carla Sunday), Angela Wynter (Cherry Sunday), Anita Dobson (Mrs Flood), Jemma Redgrave (Kate Stewart), Miles Yekinni (Craig Deloach), Sophie Ablett (Marti Bridges), Amol Rajan (sé stesso), Amanda Walker (Ruby da anziana)
- Ruby sembra riconoscere l'escursionista (interpretata da Susan Twist) che incontra a inizio puntata, riferendosi ai vari ruoli da comparsa della Twist nella stagione.
- In questo episodio non sono presenti i titoli di testa, cosa già successa in altri 3 episodi: Più non dormirai (Nuova serie, nona stagione), La donna che cadde sulla terra (Nuova serie, undicesima stagione) e lo speciale di Capodanno del 2019 Propositi.
- Torna in questa stagione l'episodio detto "Doctor-Lite", con una presenza ridotta del Dottore, come già in altri 3 episodi precedenti: Sulle tracce del mito (Nuova serie, seconda stagione), Colpo d'occhio (Nuova serie, terza stagione), e Gira a sinistra (Nuova serie, quarta stagione).
- Nella versione italiana di questo episodio, rilasciata su Disney+, il titolo è l'unico scritto interamente in maiuscolo. La ragione di questo è sconosciuta, probabilmente una semplice svista.

## Il pianeta dei mostri
- Titolo originale: Dot and Bubble
- Diretto da: Dylan Holmes Williams
- Scritto da: Russell T Davies

### Trama
Lindy Pepper-Bean è una giovane donna che vive nella comunità di Cittàbella, una colonia circondata da una pericolosa foresta. Gli abitanti di Cittàbella, tutti giovani e ricchi come Lindy, passano le loro giornate a chiacchierare tra di loro in videochiamata tramite un'interfaccia sferica attorno alle loro teste, proiettata da un dispositivo fluttuante chiamato "Dot". Quando gli amici di Lindy iniziano a scomparire, lei viene contattata dal Dottore e Ruby che la avvertono di un estremo pericolo: enormi creature simili a lumache che stanno divorando gli abitanti. Lindy viene indirizzata dal Dottore verso un fiume sotterraneo dove potrà restare al sicuro finché non arrivino i soccorsi, venendo aiutata da Ricky September, un popolare influencer. Ricky scopre che l'intera popolazione del loro paese natale è già stata sterminata. Quando il Dottore deduce che i Dot si sono ribellati contro gli abitanti di Cittàbella per via della loro immaturità e che hanno inviato le lumache per ucciderli in ordine alfabetico, il Dot di Lindy attacca lei e Ricky. Lindy rivela al Dot che il vero cognome di Ricky è Coombes, risultando quindi precedente a lei secondo l'ordine di sterminio, e lo abbandona al suo destino per mettersi in salvo. Al fiume, Lindy incontra il Dottore, Ruby, e i pochi altri sopravvissuti di Cittàbella, che intendono sfidare la sorte e ristabilire una colonia nella foresta. Il Dottore offre loro un passaggio comodo e sicuro nel TARDIS, ma i sopravvissuti lo rifiutano, dicendogli che non rispecchia i valori di Cittàbella.
- Altri interpreti: Callie Cooke (Lindy Pepper-Bean), Tom Rhys Harries (Ricky September), Eilidh Loan (Cooper Mercy), Aldous Ciokajlo Squire (Harry Tendency), Niamh Lynch (Hoochy Pie), Millie Kent (Valerie Nook), Billy Brayshaw (Blake Very Blue), Pete MacHale (Gothic Paul), Max Boast (Dott. Pee), Elloise e Olivia Bennett (gemelle Rotterdam), Jack Forsyth-Noble (Will il meteorologo), Milo Callaghan (Alan K Sullivan), Ellie-Grace Cashin (Suzie Pentecost), Jamie Barnard (Brewster Cavendish)
- Susan Twist riappare in questa puntata nei panni della madre di Lindy, in un videomessaggio registrato. Il Dottore la riconosce come il volto dell'ambulanza vista in L'algoritmo della morte, e anche Ruby sembra riconoscerla, in riferimento agli eventi de Il cerchio delle fate da lei dimenticati.
- Questo episodio, oltre a essere "Doctor-Lite" come il precedente, è anche il primo episodio "Companion-Lite" (con una presenza ridotta della coprotagonista) da Mandato dal cielo (Nuova serie, nona stagione). È il primo episodio a essere sia "Doctor-Lite" che "Companion-Lite" dal suddetto Colpo d'occhio.
- Nella versione italiana di questo episodio, rilasciata su Disney+, l'episodio è erroneamente chiamato "Il piantea dei mostri" invece che "pianeta".[1]

## Nessuno è quel che sembra
- Titolo originale: Rogue
- Diretto da: Ben Chessell
- Scritto da: Kate Herron e Briony Redman

### Trama
Bath, Inghilterra del 1813. Il Dottore e Ruby partecipano a un ballo nella dimora della Duchessa di Pemberton. Il Dottore nota un misterioso uomo intento a osservare i partecipanti al ballo, che si presenta come "il ladro", un cacciatore di taglie interstellare. Ladro cattura il Dottore, credendolo la sua preda: un Chuldur, alieni mutaforma che si divertono a fare cosplay di umani per poi massacrare tutti i testimoni. Il Dottore rivela a Ladro di essere un Signore del Tempo, e tra i due nasce un'attrazione. Nel frattempo Ruby stringe amicizia con Emily Beckett, un'altra partecipante al ballo, che si rivela però essere una Chuldur pure lei e attacca Ruby per rubarle l'identità. Ladro e il Dottore, furioso per la presunta morte di Ruby, catturano i cinque Chuldur con una trappola che li spedirà in una dimensione parallela desolata. La vera Ruby è però viva e intrappolata insieme a loro: aveva mandato Emily fuori combattimento e l'aveva impersonata per non destare sospetti agli alieni. Il Dottore si rifiuta di sacrificare Ruby, allora Ladro, dopo averlo salutato con un bacio, decide di sacrificare se stesso prendendo il posto di Ruby nella trappola, dicendo al Dottore di venirlo a cercare prima di scomparire nella dimensione parallela assieme agli altri alieni. Ruby consola il Dottore per la perdita di Ladro, e lui si mette al dito l'anello che il cacciatore di taglie gli aveva lasciato.
- Altri interpreti: Paul Forman (Lord Barton), Maxim Ays (Lord Galpin), Indira Varma (Duchessa di Pemberton), Jonathan Groff (Ladro), Camilla Aiko (Emily Beckett), Debra Baker (governante), Ashley Campbell (maggiordomo), Nancy Brabin-Platt (Miss Talbot), Michelle Greenidge (Carla Sunday), David Charles (Mr. Price)
- Susan Twist non appare di persona nell'episodio, ma le sue fattezze compaiono nel ritratto della defunta suocera della Duchessa, che attira l'attenzione di Ruby.
- L'episodio è un omaggio alla serie televisiva Bridgerton, che viene menzionata più volte da Ruby stessa. L'omaggio si estende alla colonna sonora, in cui compaiono cover per quartetto d'archi di brani pop ("Bad Guy" di Billie Eilish e "Poker Face" di Lady Gaga) arrangiate dai Vitamin String Quartet, come appunto in Bridgerton.
- Quando il Dottore rivela a Ladro di essere un Signore del Tempo, ologrammi dei suoi volti passati appaiono attorno a lui. Gli ologrammi includono tutte le precedenti incarnazioni principali (incluso David Tennant due volte, nei panni del Decimo e del Quattordicesimo Dottore), il War Doctor (John Hurt), il Fugitive Doctor (Jo Martin), e anche l'incarnazione con il volto di Richard E. Grant apparsa nel webcast animato "Scream of the Shalka" nel 2003.[2]

## Il dio della morte
- Titolo originale: The Legend of Ruby Sunday
- Diretto da: Jamie Donoughue
- Scritto da: Russell T Davies

### Trama
Il Dottore e Ruby visitano il quartier generale dell'UNIT, dove lavora anche Rose Noble, per indagare sulla donna che continuano a vedere dovunque vadano. L'UNIT la conosce già: l'imprenditrice tecnologica Susan Triad, nel cui staff Mel si è infiltrata; il Signore del Tempo prende in considerazione l'idea che si tratti proprio di sua nipote Susan Foreman. Il Dottore vuole anche identificare la madre naturale di Ruby. Usando la finestra temporale della UNIT, il Dottore e Ruby entrano in una proiezione 3D della vigilia di Natale del 2004, ma la madre di Ruby è inspiegabilmente oscurata. Un'entità appare e uccide un ufficiale dell'UNIT. Mel porta il Dottore a incontrare Susan, che rivela di aver sognato di essere le persone incontrate dal Dottore. L'UNIT scopre che l'entità nascondeva una seconda istanza del TARDIS nel 2004. Teorizzando che l'entità circonda già invisibilmente il TARDIS che si trova nella loro stanza, Kate Stewart chiede che si mostri. Si scopre che l'analista della UNIT Harriet Arbinger è una serva del Pantheon e pronuncia un monologo inquietante con una voce demoniaca mentre l'entità si manifesta sotto forma di un animale Set. Susan si trasforma in una figura macabra e rivela che il nome "Susan Triad Technology", o "Sue Tech", rappresenta Sutekh, il dio della morte e un vecchio nemico del Dottore, nonché l'essere soprannominato dal Giocattolaio e Maestro "Colui che aspetta". Sutekh dichiara la sua intenzione di uccidere tutto nell'universo.
- Altri interpreti: Jemma Redgrave (Kate Lethbridge-Stewart), Yasmin Finney (Rose Noble), Alexander Devrient (colonnello Christopher Ibrahim), Lenny Rush (Morris Gibbons), Genesis Lynea (Harriet Arbinger), Nicholas Briggs (voce del Vlinx), Susan Twist (Susan Triad), Fela Lufadeju (Bailey Sinclair), Bonnie Langford (Melanie Bush), Michelle Greenidge (Carla Sunday), Anita Dobson (signora Flood), Angela Wynter (Cherry Sunday), Tachia Newall (colonnello Winston Chidozie), Gabriel Woolf (voce di Sutekh)
- Il personaggio di Sutekh era apparso per la prima volta nell'episodio della serie classica Le piramidi di Marte.

## Morte e rinascita
- Titolo originale: Empire of Death
- Diretto da: Jamie Donoughue
- Scritto da: Russell T Davies

### Trama
Sutekh rivela di essere rimasto nascosto a bordo del TARDIS fin dalla sua prima sconfitta in Le piramidi di Marte, creando una copia di Susan Triad in ogni tempo e luogo visitato dal Dottore da allora. I servi di Sutekh spargono la sua polvere della morte in tutto l'universo, sterminando ogni singola vita. Il Dottore, Ruby e Mel scappano usando un TARDIS ricordato creato tramite la finestra temporale. Il Dottore realizza che Sutekh li ha risparmiati perché anche lui è interessato all'identità della madre biologica di Ruby. Mentre il Dottore e Ruby analizzano un database di DNA, Mel cade sotto il controllo di Sutekh e li trasporta al cospetto di Sutekh. Lì, Ruby e il Dottore ingannano il dio dicendogli di aver trovato il nome della madre e lo catturano. Il Dottore lascia cadere Sutekh nel vortice temporale, causandone la morte e la conseguente resurrezione di tutte le sue vittime. La UNIT individua la madre di Ruby, una ragazza quindicenne che la aveva abbandonata per salvarla dalla sua situazione familiare violenta. Ruby è pertanto un normale essere umano, e i suoi strani poteri derivano semplicemente dal fatto che tutti credevano che dovesse essere speciale. Ruby finalmente conosce sua madre e scopre anche il nome del suo padre biologico. Il Dottore lascia Ruby con la sua famiglia, promettendole che tornerà. La signora Flood avverte il pubblico che nonostante Ruby abbia avuto il suo lieto fine, la storia del Dottore finirà nel terrore.
- Altri interpreti: Gabriel Woolf (voce di Sutekh), Jemma Redgrave (Kate Lethbridge-Stewart), Yasmin Finney (Rose Noble), Alexander Devrient (colonnello Christopher Ibrahim), Lenny Rush (Morris Gibbons), Genesis Lynea (Harriet Arbinger), Nicholas Briggs (voce del Vlinx), Susan Twist (Susan Triad), Fela Lufadeju (Bailey Sinclair), Bonnie Langford (Melanie Bush), Michelle Greenidge (Carla Sunday), Anita Dobson (signora Flood), Angela Wynter (Cherry Sunday), Tachia Newall (colonnello Winston Chidozie), Jasmine Bayes (corporale Alice Sullivan), Sian Clifford (donna gentile), Amol Rajan (sé stesso), Aneurin Barnard (Roger ap Gwilliam), Faye McKeever (Louise Miller)
- Clip d'archivio di Le piramidi di Marte vengono mostrate quando il Dottore racconta a Ruby e Mel i suoi trascorsi con Sutekh, con conseguenti cameo di Tom Baker (Quarto Dottore) ed Elisabeth Sladen (Sarah Jane Smith).
- Il personaggio del primo ministro Roger ap Gwilliam, già visto ne Il cerchio delle fate, viene menzionato come colui che ordinò la creazione del database di DNA consultato dal Dottore, in una linea temporale alternativa rispetto a quella vista nel suddetto episodio.